# Miguel Merentiel
Miguel Ángel Merentiel Serrano (Paysandú, 24 febbraio 1996) è un calciatore uruguaiano, attaccante del Boca Juniors.

## Caratteristiche tecniche
È un centravanti.

## Carriera

### Club

#### Inizi
Cresciuto tra le file del Peñarol, ha esordito fra i professionisti il 19 febbraio 2017 con la maglia dell'El Tanque Sisley in occasione dell'incontro di campionato perso 4-3 contro il Cerro.
Nel 2017 passa in prestito al Lorca, club spagnolo di seconda divisione. Con gli spagnoli disputa 14 presenze ed una rete, in occasione della vittoria per tre reti a zero contro il Cadiz CF. Un anno più tardi gioca per il Valencia Mestalla, collezionando 29 presenze e 8 reti in campionato.

#### Defensa y Justicia
Nel 2020 il Godoy Cruz lo cede in prestito al Defensa y Justicia, che poi un anno più tardi, lo acquista a titolo definitivo. Con i gialloverdi esplode definitivamente, realizzando 27 reti in 80 partite. Inoltre vince i primi due titoli della carriera: la Coppa Sudamericana e la Recopa Sudamericana.

#### Palmeiras
Nel 2022 diventa un nuovo giocatore del Palmeiras per una cifra pari ad un milione di dollari. Con i brasiliani debutta in occasione della vittoria per uno a zero ottenuta contro l'America Mineiro. Realizza la prima rete ufficiale nel match contro il Bragantino, terminato sul punteggio di due pari.

#### Boca Juniors
Il 2 febbraio 2023 viene ceduto in prestito agli argentini del Boca Juniors. L'impatto è super positivo ed a pochi giorni dal suo arrivo, realizza la prima rete con la nuova maglia nel match vinto per 3-1 contro il Platense.
Nella Copa de la Liga Profesional realizza 7 reti in 8 partite disputate, mentre nella Libertadores risulta decisivo nel fornire l'assist al connazionale Edinson Cavani nella semifinale di ritorno disputata contro il Palmeiras. In virtù del suo gran rendimento, la società decide di pagare due milioni di dollari per acquisire la proprietà del cartellino.
Il 5 febbraio 2024 a seguito del goal realizzato contro il Tigre, diventa il terzo uruguaiano con più goal nella storia del club.
Il 21 aprile 2024 realizza una doppietta ai cugini del River Plate, in occasione dei quarti di finale della Copa de la Liga.

### Nazionale
Il 10 settembre 2024 ha esordito in nazionale maggiore nel pareggio per 0-0 in casa del Venezuela.

## Statistiche

### Presenze e reti nei club
Statistiche aggiornate al 16 giugno 2025.
| Stagione                  | Squadra                   | Campionato                | Campionato | Campionato | Coppe nazionali | Coppe nazionali | Coppe nazionali | Coppe continentali | Coppe continentali | Coppe continentali | Altre coppe | Altre coppe | Altre coppe | Totale | Totale | Totale |
| Stagione                  | Squadra                   | Comp                      | Pres       | Reti       | Comp            | Pres            | Reti            | Comp               | Pres               | Reti               | Comp        | Pres        | Reti        | Pres   | Reti   |        |
| ------------------------- | ------------------------- | ------------------------- | ---------- | ---------- | --------------- | --------------- | --------------- | ------------------ | ------------------ | ------------------ | ----------- | ----------- | ----------- | ------ | ------ | ------ |
| 2017                      | El Tanque Sisley          | PD                        | 20         | 7          | -               | -               | -               | -                  | -                  | -                  | -           | -           | -           | 20     | 7      |        |
| 2017-gen. 2018            | Lorca                     | SD                        | 14         | 1          | CR              | 1               | 0               | -                  | -                  | -                  | -           | -           | -           | 15     | 1      |        |
| gen.-giu. 2018            | Valencia Mestalla         | SDB                       | 11         | 4          | -               | -               | -               | -                  | -                  | -                  | -           | -           | -           | 11     | 4      |        |
| 2018-gen. 2019            | Valencia Mestalla         | SDB                       | 18         | 4          | -               | -               | -               | -                  | -                  | -                  | -           | -           | -           | 18     | 4      |        |
| Totale Valencia Mestalla  | Totale Valencia Mestalla  | Totale Valencia Mestalla  | 29         | 8          |                 | -               | -               |                    | -                  | -                  |             | -           | -           | 29     | 8      |        |
| 2019                      | Godoy Cruz                | PD                        | 5          | 2          | CA              | 2               | 0               | CL                 | 5                  | 0                  | CdSL        | 4           | 1           | 16     | 3      |        |
| 2019-sep. 2020            | Godoy Cruz                | PD                        | 12         | 2          | CA              | 0               | 0               | -                  | -                  | -                  | CdSL        | 1           | 0           | 13     | 2      |        |
| Totale Godoy Cruz         | Totale Godoy Cruz         | Totale Godoy Cruz         | 17         | 4          |                 | 2               | 0               |                    | 5                  | 0                  |             | 5           | 1           | 29     | 5      |        |
| sep.-dic. 2020            | Defensa y Justicia        | PD                        | 0          | 0          | CA+CdL          | 0+10            | 0+6             | CL+CS              | 4+5                | 0                  | CdSL        | 1           | 0           | 20     | 6      |        |
| 2021                      | Defensa y Justicia        | PD                        | 24         | 10         | CA+CdL          | 3+8             | 1+1             | CL                 | 5                  | 0                  | RS          | 1           | 0           | 41     | 12     |        |
| gen.-lug. 2022            | Defensa y Justicia        | PD                        | 0          | 0          | CA+CdL          | 1+15            | 1+7             | CS                 | 3                  | 1                  | -           | -           | -           | 19     | 9      |        |
| Totale Defensa y Justicia | Totale Defensa y Justicia | Totale Defensa y Justicia | 24         | 10         |                 | 4+33            | 2+14            |                    | 17                 | 1                  |             | 2           | 0           | 80     | 27     |        |
| lug.-nov. 2022            | Palmeiras                 | A1/SP+A                   | 0+9        | 0+2        | CB              | 0               | 0               | CL                 | 1                  | 0                  | RS          | -           | -           | 10     | 2      |        |
| gen.-feb. 2023            | Palmeiras                 | A1/SP+A                   | 1+0        | 0          | CB              | 0               | 0               | CL                 | 0                  | 0                  | SB          | -           | -           | 1      | 0      |        |
| Totale Palmeiras          | Totale Palmeiras          | Totale Palmeiras          | 1+9        | 0+2        |                 | 0               | 0               |                    | 1                  | 0                  |             | -           | -           | 11     | 2      |        |
| 2023                      | Boca Juniors              | PD                        | 23         | 7          | CA+CdL          | 5+8             | 3+7             | CL                 | 13                 | 1                  | SA          | 1           | 0           | 50     | 18     |        |
| 2024                      | Boca Juniors              | PD                        | 22         | 7          | CA+CdL          | 3+16            | 2+7             | CS                 | 8                  | 1                  | -           | -           | -           | 49     | 17     |        |
| 2025                      | Boca Juniors              | PD                        | 21         | 6          | CA              | 2               | 1               | CL                 | 2                  | 0                  | Cmc         | 3           | 1           | 28     | 8      |        |
| Totale Boca Juniors       | Totale Boca Juniors       | Totale Boca Juniors       | 66         | 20         |                 | 10+24           | 6+14            |                    | 23                 | 2                  |             | 4           | 1           | 127    | 43     |        |
| Totale carriera           | Totale carriera           | Totale carriera           | 180        | 52         |                 | 74              | 36              |                    | 46                 | 3                  |             | 11          | 2           | 311    | 93     |        |

### Cronologia presenza e reti in nazionale
| Cronologia completa delle presenze e delle reti in nazionale ― Uruguay | Cronologia completa delle presenze e delle reti in nazionale ― Uruguay | Cronologia completa delle presenze e delle reti in nazionale ― Uruguay | Cronologia completa delle presenze e delle reti in nazionale ― Uruguay | Cronologia completa delle presenze e delle reti in nazionale ― Uruguay | Cronologia completa delle presenze e delle reti in nazionale ― Uruguay | Cronologia completa delle presenze e delle reti in nazionale ― Uruguay | Cronologia completa delle presenze e delle reti in nazionale ― Uruguay |
| Data                                                                   | Città                                                                  | In casa                                                                | Risultato                                                              | Ospiti                                                                 | Competizione                                                           | Reti                                                                   | Note                                                                   |
| ---------------------------------------------------------------------- | ---------------------------------------------------------------------- | ---------------------------------------------------------------------- | ---------------------------------------------------------------------- | ---------------------------------------------------------------------- | ---------------------------------------------------------------------- | ---------------------------------------------------------------------- | ---------------------------------------------------------------------- |
| 10-9-2024                                                              | Maturín                                                                | Venezuela                                                              | 0 – 0                                                                  | Uruguay                                                                | Qual. Mondiali 2026                                                    | -                                                                      | 46’ 65’                                                                |
| Totale                                                                 |                                                                        | Presenze                                                               | 1                                                                      |                                                                        | Reti                                                                   | 0                                                                      |                                                                        |

## Palmarès

### Club

#### Competizioni regionali
- Campionato paulista: 1

Palmeiras: 2023

#### Competizioni nazionali
- Campionato brasiliano: 1

Palmeiras: 2022
- Supercopa Argentina: 1

Boca Juniors: 2022

#### Competizioni internazionali
- Coppa Sudamericana: 1

Defensa y Justicia: 2020
- Recopa Sudamericana: 2

Defensa y Justicia: 2021